# Peckfitz
Peckfitz è una frazione (Ortsteil) del comune tedesco di Gardelegen, situato nel circondario di Altmark Salzwedel, nel land della Sassonia-Anhalt.
Fino al 31 dicembre 2010 era un comune autonomo.
Peckfitz si trova circa 15 chilometri ad est di Gardelegen. 
La chiesa a graticcio fu inaugurata nel 1746, il campanile in pietra venne costruito nel 1870 in sostituzione del precedente andato distrutto in un incendio. 
Nel territorio comunale si trova un'area utilizzata dal 1947 al 1956 dall'Armata Rossa come campo di addestramento, in seguito divenne una caserma della polizia di frontiera della DDR.